# سید حسن سراج حجازی
سید حسن سراج حجازی (زاده ۱۲۸۷ – درگذشته ۱۳۶۵) به عنوان نایب‌التولیهٔ آستان قدس رضوی در تاریخ ۷ شهریور ۱۳۵۷ منصوب و پایان عمر نیابت وی در تاریخ ۲۱ آبان ۱۳۵۷ بود. همچنین سراج حجازی به استانداری خراسان در دورهٔ پهلوی منصوب شده بود. سید حسن سراج حجازی فرزند هدایت‌الله (سراج‌السلطان) و نوهٔ میرزا ابوالقاسم معین‌الملک، متولی آستان قدس رضوی در دوران صدارت امیرکبیر بود.

## سایر مناصب
سراج حجازی تحصیلات خود را در رشتهٔ حقوق به اتمام رساند و به استخدام وزارت کشور درآمد. وی در مشاغلی چون شهرداری و فرمانداری شهرستان‌های مختلف، نمایندگی مردم اراک در دورهٔ نوزدهم مجلس شورای ملی، معاونت نخست‌وزیری، استانداری اصفهان (۱۳۴۱–۱۳۳۸) معاونت پارلمانی وزارت کشور، نمایندگی مردم همدان در انتخابات دورهٔ پنجم مجلس سنا به سال ۱۳۴۶ و قائم مقامی بنیاد پهلوی به کار اشتغال داشت. سراج حجازی در هفتم شهریور ۱۳۵۷ به‌جای عبدالعظیم ولیان، به‌عنوان استاندار خراسان و نایب‌التولیهٔ آستان قدس رضوی تعیین شد. ورود وی به مشهد مقارن با اوج مبارزات و اعتراضات مردمی بود. وی طی ۷۴ روز فعالیتش، علی‌رغم تلاش برای تحبیب قلوب و گسترش ارتباطات مردمی، موفق به اصلاح امور و جلوگیری از اعتصاب کارکنان آستان قدس و اعتراضات مردم مشهد نشد. از همین روی، سرانجام ارتشبد قره‌باغی، وزیر کشور وقت، در ۲۱ آبان ۱۳۵۷ وی را عزل و سپهبد امیرعزیزی را به استانداری خراسان منصوب کرد. سراج حجازی در ۷۸ سالگی درگذشت.